# Filó János (lelkész)
Filó János (Losonc, 1823. november 9. – Szentes, 1897. június 12.) református lelkész.

## Élete
Filó János és Szentpéteri Zsuzsánna fia és Filó Lajos nagykőrösi lelkész testvérbátyja. Öccsével együtt Kecskeméten végezte a gimnáziumot, jogot és teológiát; majd gimnáziumi, később teológiai tanár volt Kecskeméten. 1850-ben fölszentelték és Abára rendelték; 1858-ban szentesi lelkész lett.
Cikkeket írt a Révész Imre Figyelőjébe, a Debreczeni Protestáns Lapba s a Protestáns Egyházi és Iskolai Lapba.

## Munkái
- Síri beszéd, melyet Polgár Mihály Superintendens gyászboltja felett mondott Kecskeméten, 1854. máj. 11. Pest, 1856. (Többekkel együtt.)
- Az életben boldog, halálában pedig még boldogabb nő. Előadva Major Krisztina, Polgár Mihály superintendens özvegyének temetésekor. Pest, 1856.
- Imádság, melyet néh. Miskolczi Teréz asszony, néh. Mihó László ur neje végtisztességtételén tartott. Kecskemét, 1856. (Imák és gyászbeszédek czímű gyüjteményben.)

Kéziratban vannak összegyűjtött egyházi beszédei.